# شمیووووکی
شمیووووکی (به لهستانی:  Siemiwołoki) یک روستا در لهستان است که در گمینا دوبیچه تسرکیونه واقع شده‌است.